# Tercera División de Chile 1995
El Campeonato Oficial de Tercera División de Chile de 1995 fue la 15.º versión torneo de en categoría. Participaron 28 equipos que lucharon por obtener un cupo para la Primera B, el que al final de la temporada recaería en el campeón Magallanes, quien obtiene por primera vez en su historia obtenía el título del tercer nivel del fútbol chileno.

## Movimientos divisionales
| Pos | a Segunda División de Chile 1995 |
| --- | -------------------------------- |
| 1º  | Deportes Linares (Campeón)       |

| Pos | a Tercera División de Chile 1995 |
| --- | -------------------------------- |
| 1º  | Arturo Prat                      |
| 2º  | Luis Matte Larraín               |

| Pos | Aceptados en Tercera División de Chile 1995 |
| --- | ------------------------------------------- |
| -   | Universidad San Sebastián                   |
| -   | Vicuña Elquí                                |

| Pos | Regresa a la Competencia. |
| --- | ------------------------- |
| -   | Deportes Laja             |

| Pos | desde Segunda División de Chile 1994 |
| --- | ------------------------------------ |
| 16º | Lota Schwager                        |

| Pos     | a Cuarta División de Chile 1995 |
| ------- | ------------------------------- |
| 3° (LD) | Defensor Casablanca             |
| 4° (LD) | Juventud O'Higgins              |

| Pos       | Abandono de la Competencia.  |
| --------- | ---------------------------- |
| 8° (LAN)  | Cía. de Teléfonos (Disuelto) |
| 5° (LAS)  | Deportes Rengo (Receso)      |
| 10° (LAS) | Cultural Orocoipo (Disuelto) |
| -         | Lota Schwager (Disuelto)     |

| Pos      | a Asociación de Origen |
| -------- | ---------------------- |
| 4° (LDN) | Goodyear               |

## Equipos participantes
| Equipo                                                       | Ciudad                     | Estadio                             | Capacidad |
| ------------------------------------------------------------ | -------------------------- | ----------------------------------- | --------- |
| Arturo Prat                                                  | Hualañé                    | Municipal de Hualañé                |           |
| Barnechea                                                    | Lo Barnechea               |                                     |           |
| Curicó Unido                                                 | Curicó                     | La Granja                           | 8.000     |
| Deportes Laja                                                | Laja                       | Facela                              | 3.000     |
| Deportes Las Ánimas                                          | Valdivia                   | Estadio Parque Municipal            | 5.000     |
| Deportes Los Andes                                           | Los Andes                  | Regional de los Andes               | 2.000     |
| Deportes Maipo                                               | Maipo                      | Maipo                               |           |
| Deportes Talcahuano                                          | Talcahuano                 | El Morro                            | 5.000     |
| Deportivo Flecha                                             | La Ligua                   |                                     |           |
| General Velásquez                                            | San Vicente de Tagua Tagua | Municipal de Tagua Tagua            | 3.500     |
| Iberia                                                       | Los Ángeles                | Municipal de Los Ángeles            | 5.000     |
| Iván Mayo                                                    | Villa Alemana              | Ítalo Composto Scarpatti            | 4.000     |
| Juventud Puente Alto                                         | Puente Alto                |                                     |           |
| Luis Matte Larraín                                           | Puente Alto                | Municipal de Puente Alto            | 1.900     |
| Magallanes                                                   | Maipú                      | Santiago Bueras                     | 5.000     |
| Malleco Unido                                                | Angol                      | Municipal Alberto Larraguibel       | 4.000     |
| Mulchén Unido                                                | Mulchén                    |                                     |           |
| Municipal Las Condes                                         | Las Condes                 | Estadio Municipal Las Condes        |           |
| Municipal Talagante                                          | Talagante                  |                                     |           |
| Quintero Unido                                               | Quintero                   | Municipal de Quintero               | 1.000     |
| San Antonio Unido                                            | San Antonio                | Municipal Doctor Olegario Henríquez | 2.000     |
| San Luis                                                     | Quillota                   | Lucio Fariña                        | 5.000     |
| Santiago Morning                                             | Recoleta                   |                                     |           |
| Archivo:600px Yellow e Blu.png Unión Municipal de La Florida | La Florida                 |                                     |           |
| Archivo:600px Blue e Yellow.png Unión Veterana               | Peumo                      |                                     |           |
| Universidad de Concepción                                    | Concepción                 | Municipal Alcaldesa Ester Roa       | 35.000    |
| Universidad San Sebastián                                    | Concepción                 |                                     |           |
| Vicuña Elqui                                                 | Vicuña                     | Estadio Municipal de Vicuña         |           |

## Primera fase
Los 28 equipos se dividieron en tres grupos, debiendo jugar todos contra todos en dos ruedas. Los cinco o seis primeros de cada grupo clasificaron a una segunda fase para definir a los integrantes de la Liguilla de Ascenso. Los no clasificados deberán jugar Liguillas para no descender a Cuarta División.

### Grupo Centro Norte
| Pos | Equipo               | PJ | PG | PE | PP | GF | GC | Dif | Pts |
| --- | -------------------- | -- | -- | -- | -- | -- | -- | --- | --- |
| 1   | Deportivo Flecha     | 18 | 11 | 5  | 2  | 41 | 17 | 24  | 38  |
| 2   | Deportes Los Andes   | 18 | 9  | 7  | 2  | 28 | 20 | 18  | 34  |
| 3   | San Luis             | 18 | 9  | 5  | 4  | 24 | 18 | 6   | 32  |
| 4   | Barnechea            | 18 | 8  | 6  | 4  | 17 | 15 | 2   | 30  |
| 5   | Municipal Las Condes | 18 | 8  | 5  | 5  | 24 | 14 | 10  | 29  |
| 6   | Iván Mayo            | 18 | 5  | 5  | 8  | 24 | 29 | -5  | 20  |
| 7   | Vicuña Elqui         | 18 | 5  | 3  | 10 | 30 | 40 | -10 | 18  |
| 8   | Municipal Talagante  | 18 | 4  | 6  | 8  | 21 | 31 | -16 | 18  |
| 9   | Quintero Unido       | 18 | 4  | 4  | 10 | 17 | 31 | -14 | 16  |
| 10  | San Antonio Unido    | 18 | 1  | 6  | 11 | 14 | 29 | -15 | 9   |

PJ=Partidos jugados; PG=Partidos ganados; PE=Partidos empatados; PP=Partidos perdidos; GF=Goles a favor; GC=Goles en contra; Dif=Diferencia de gol; Pts=Puntos

### Grupo Colchagua
| Pos | Equipo                        | PJ | PG | PE | PP | GF | GC | Dif | Pts |
| --- | ----------------------------- | -- | -- | -- | -- | -- | -- | --- | --- |
| 1   | Magallanes                    | 18 | 11 | 6  | 1  | 32 | 14 | 18  | 39  |
| 2   | Santiago Morning              | 18 | 10 | 7  | 1  | 41 | 16 | 25  | 37  |
| 3   | Curicó Unido                  | 18 | 10 | 3  | 5  | 42 | 24 | 18  | 33  |
| 4   | General Velasquez             | 18 | 9  | 4  | 5  | 34 | 25 | 9   | 31  |
| 5   | Luis Matte Larraín            | 18 | 8  | 1  | 9  | 31 | 29 | 2   | 25  |
| 6   | Union Municipal de La Florida | 18 | 7  | 3  | 8  | 24 | 28 | -4  | 24  |
| 7   | Arturo Prat de Hualañe        | 18 | 5  | 2  | 11 | 26 | 48 | -22 | 17  |
| 8   | Deportes Maipo                | 18 | 3  | 7  | 8  | 26 | 41 | -15 | 16  |
| 9   | Juventud Puente Alto          | 18 | 3  | 6  | 9  | 25 | 42 | -17 | 15  |
| 10  | Unión Veterana                | 18 | 4  | 1  | 13 | 22 | 36 | -14 | 13  |

PJ=Partidos jugados; PG=Partidos ganados; PE=Partidos empatados; PP=Partidos perdidos; GF=Goles a favor; GC=Goles en contra; Dif=Diferencia de gol; Pts=Puntos

### Grupo Sur
| Pos | Equipo                    | PJ | PG | PE | PP | GF | GC | Dif | Pts |
| --- | ------------------------- | -- | -- | -- | -- | -- | -- | --- | --- |
| 1   | Malleco Unido             | 14 | 6  | 4  | 4  | 18 | 16 | 2   | 22  |
| 2   | Mulchén Unido             | 14 | 6  | 4  | 4  | 18 | 18 | 0   | 22  |
| 3   | Deportes Laja             | 14 | 5  | 5  | 4  | 15 | 12 | 3   | 21  |
| 4   | Deportes Talcahuano       | 14 | 5  | 4  | 5  | 21 | 20 | 1   | 19  |
| 5   | Deportes Las Ánimas       | 14 | 5  | 4  | 5  | 18 | 20 | -2  | 19  |
| 6   | Universidad San Sebastián | 14 | 4  | 9  | 2  | 14 | 10 | 4   | 18  |
| 7   | Universidad de Concepción | 14 | 3  | 6  | 4  | 19 | 17 | 2   | 18  |
| 8   | Iberia Bío Bío            | 14 | 1  | 6  | 7  | 16 | 26 | -10 | 7   |

PJ=Partidos jugados; PG=Partidos ganados; PE=Partidos empatados; PP=Partidos perdidos; GF=Goles a favor; GC=Goles en contra; Dif=Diferencia de gol; Pts=Puntos
|  | Pasa a la Segunda Fase      |
|  | Pasa a Liguilla de Descenso |

## Segunda fase
Los 16 equipos que finalmente clasificaron a esta etapa se dividen en dos grupos. Los dos primeros pasan al cuadrangular por el Ascenso, y el resto asegura su permanencia por una temporada más en Tercera División.

### Grupo Centro Norte
| Pos | Equipo                        | PJ | PG | PE | PP | GF | GC | Dif | Pts |
| --- | ----------------------------- | -- | -- | -- | -- | -- | -- | --- | --- |
| 1   | Deportes Los Andes            | 14 | 7  | 4  | 3  | 20 | 15 | 5   | 25  |
| 2   | General Velasquez             | 14 | 8  | 1  | 5  | 21 | 17 | 3   | 25  |
| 3   | Santiago Morning              | 14 | 6  | 5  | 3  | 21 | 14 | 7   | 23  |
| 4   | Union Municipal de La Florida | 14 | 6  | 3  | 5  | 18 | 19 | -1  | 21  |
| 5   | Deportivo Flecha              | 14 | 5  | 1  | 8  | 17 | 24 | -7  | 16  |
| 6   | Barnechea                     | 14 | 3  | 6  | 5  | 18 | 20 | -2  | 15  |
| 7   | Municipal Las Condes          | 14 | 3  | 6  | 5  | 15 | 18 | -3  | 15  |
| 8   | San Luis                      | 14 | 4  | 2  | 8  | 17 | 20 | -3  | 14  |

PJ = Partidos Jugados; G = Partidos Ganados; E = Partidos empatados; P = Partidos perdidos; GF = Goles a favor; GC = Goles en contra; DIF = Diferencia de goles; Pts = Puntos

### Grupo Sur-Colchagua
| Pos | Equipo              | PJ | PG | PE | PP | GF | GC | Dif | Pts |
| --- | ------------------- | -- | -- | -- | -- | -- | -- | --- | --- |
| 1   | Curicó Unido        | 14 | 9  | 4  | 1  | 25 | 11 | 14  | 31  |
| 2   | Magallanes          | 14 | 4  | 5  | 1  | 21 | 9  | 12  | 27  |
| 3   | Malleco Unido       | 14 | 8  | 1  | 5  | 27 | 14 | 13  | 25  |
| 4   | Deportes Laja       | 14 | 7  | 3  | 4  | 30 | 17 | 13  | 24  |
| 5   | Mulchén Unido       | 14 | 5  | 2  | 7  | 14 | 16 | -2  | 17  |
| 6   | Deportes Talcahuano | 14 | 4  | 1  | 9  | 10 | 25 | -15 | 13  |
| 6   | Luis Matte Larrain  | 14 | 4  | 0  | 10 | 12 | 29 | -17 | 12  |
| 6   | Deportes Las Animas | 14 | 3  | 2  | 9  | 9  | 27 | -18 | 11  |

PJ=Partidos jugados; PG=Partidos ganados; PE=Partidos empatados; PP=Partidos perdidos; GF=Goles a favor; GC=Goles en contra; Dif=Diferencia de gol; Pts=Puntos
|  | Clasifica a la Liguilla Final |

## Liguilla final
En este cuadrangular, el equipo que obtenga la mayor cantidad de puntos se titulará como Campeón del Torneo de Tercera División 1996 y ascenderá a Primera B.

### Tabla de posiciones
| Pos | Equipo             | PJ | PG | PE | PP | GF | GC | Dif | Pts |
| --- | ------------------ | -- | -- | -- | -- | -- | -- | --- | --- |
| 1   | General Velasquez  | 3  | 2  | 1  | 0  | 10 | 6  | 4   | 7   |
| 2   | Magallanes         | 3  | 2  | 1  | 0  | 6  | 3  | 3   | 7   |
| 3   | Deportes Los Andes | 3  | 1  | 0  | 2  | 6  | 8  | -2  | 3   |
| 4   | Curicó Unido       | 3  | 0  | 0  | 3  | 2  | 7  | -5  | 0   |

PJ = Partidos Jugados; G = Partidos Ganados; E = Partidos empatados; P = Partidos perdidos; GF = Goles a favor; GC = Goles en contra; DIF = Diferencia de goles; Pts = Puntos
|  | Campeón. Asciende a Primera B |

## Final
Los equipos que se ubicaron en 1° (General Velásquez) y 2° lugar (Magallanes) —distanciados solo por la diferencia de goles, que favorecía a los verdes— llegaron a la última fecha con igualdad de puntos. Así, se tuvieron que enfrentar en partido único para definir al campeón, a pesar de que ambos equipos, ya estaban clasificados a la final. El partido final se jugó en el Estadio Municipal de La Florida en Santiago.
| 17 de diciembre de 1995 | Magallanes | 3:2 | General Velásquez | Municipal de La Florida, Santiago |  |

| Bandera de Chile     |
| Campeón Magallanes   |
| Asciende a Primera B |

## Liguillas de descenso
Los 12 Equipos que quedaron relegados a las liguillas de descenso fueron divididos en 2 Grupos Zonales, Luego los 2 últimos equipos de cada grupo pasarían a jugar la liguilla final de descenso en la cual los últimos 2 equipos descenderían a Cuarta División

### Grupo Centro-Norte
| Pos | Equipo               | PJ | PG | PE | PP | GF | GC | Dif | Pts |
| --- | -------------------- | -- | -- | -- | -- | -- | -- | --- | --- |
| 1   | Vicuña Elqui         | 10 | 5  | 4  | 1  | 22 | 10 | 12  | 19  |
| 2   | San Antonio Unido    | 10 | 4  | 5  | 1  | 25 | 15 | 10  | 17  |
| 3   | Quintero Unido       | 10 | 4  | 3  | 3  | 12 | 12 | 0   | 15  |
| 4   | Juventud Puente Alto | 10 | 3  | 3  | 4  | 15 | 15 | 0   | 12  |
| 5   | Municipal Talagante  | 10 | 3  | 3  | 4  | 10 | 13 | -3  | 12  |
| 6   | Ivan Mayo            | 10 | 2  | 0  | 8  | 18 | 37 | -19 | 6   |

PJ = Partidos Jugados; G = Partidos Ganados; E = Partidos empatados; P = Partidos perdidos; GF = Goles a favor; GC = Goles en contra; DIF = Diferencia de goles; Pts = Puntos

### Grupo Sur-Colchagua
| Pos | Equipo                    | PJ | PG | PE | PP | GF | GC | Dif | Pts |
| --- | ------------------------- | -- | -- | -- | -- | -- | -- | --- | --- |
| 1   | Universidad de Concepción | 10 | 8  | 0  | 2  | 26 | 7  | 19  | 24  |
| 2   | Universidad San Sebastian | 10 | 7  | 1  | 2  | 21 | 12 | 9   | 22  |
| 3   | Iberia Bío Bío            | 10 | 6  | 1  | 3  | 14 | 14 | 0   | 19  |
| 4   | Arturo Prat de Hualañé    | 10 | 3  | 2  | 5  | 11 | 15 | -4  | 11  |
| 5   | Deportes Maipo            | 10 | 2  | 3  | 5  | 12 | 20 | -8  | 9   |
| 6   | Union Veterana            | 10 | 0  | 1  | 9  | 20 | 25 | -5  | 1   |

PJ = Partidos Jugados; G = Partidos Ganados; E = Partidos empatados; P = Partidos perdidos; GF = Goles a favor; GC = Goles en contra; DIF = Diferencia de goles; Pts = Puntos
|  | Pasa a la Liguilla Final de Descenso |

## Liguilla final de descenso
| Pos | Equipo              | PJ | PG | PE | PP | GF | GC | Dif | Pts |
| --- | ------------------- | -- | -- | -- | -- | -- | -- | --- | --- |
| 1   | Municipal Talagante | 6  | 3  | 2  | 1  | 11 | 5  | 6   | 11  |
| 2   | Ivan Mayo           | 6  | 3  | 2  | 1  | 14 | 12 | 2   | 11  |
| 3   | Union Veterana      | 6  | 3  | 0  | 3  | 11 | 9  | 2   | 9   |
| 4   | Deportes Maipo      | 6  | 0  | 2  | 4  | 5  | 15 | -10 | 2   |

PJ = Partidos Jugados; G = Partidos Ganados; E = Partidos empatados; P = Partidos perdidos; GF = Goles a favor; GC = Goles en contra; DIF = Diferencia de goles; Pts = Puntos
|  | Desciende a Cuarta División de Chile |